# Dave Ingram
Dave Bjerregaard Ingram, född 1969, är en death metalsångare från Birmingham i England. Ingrams karriär startade med att han ersatte Mark "Barney" Greenway i bandet Benediction när Barney bestämde sig för att bli sångare i Napalm Death. Han sjöng i Benediction fram till 1988 när han bytte till bandet Bolt Thrower. Han var dock tvungen att lämna bandet 2004 på grund av hälsoproblem strax innan inspelning av Bolt Throwers åttonde album.
Ingram är gift med en dansk kvinna och bor i Köpenhamn.